# Dragon Backpack
Pour les articles homonymes, voir Dragon.
Pistes de 3OH!3
Say'dem Up Hott
Dragon Backpack est une chanson par le duo électronique américain 3OH!3. Elle est issue du premier album studio éponyme du groupe, 3OH!3 ainsi que sur la nouvelle version de cet album, le tout en label « Auto-sortie », sachant qu'à cette époque, le groupe n'était pas encore affilié de leur label actuel, Photo Finish Records.

## Développement
Entièrement écrite par le duo et d'une durée de 2 minutes et 9 secondes, la chanson parlerait « d'une fille ayant une influence terrible, mais qui aiderait à se sentir mieux », ce qui aiderait justement à mieux comprendre la première phrase du couplet. Elle utiliserait ses propres sentiments, sous tous ses aspects et « serait ici en colère au sujet de 'ceux' qui font d'elle une personne différente ». Ce qui aurait principalement enjoué le public dans la chanson serait « la façon dont le duo chante, provoquant une harmonie étrangement séduisante ».

## Composition
La composition de la chanson se forme d'un unique couplet de deux phrases répétées quatre fois et d'un refrain de quatre phrases, répétées deux fois. Les paroles, bien que répétitives, ont tout de même été écrites dans un contexte provoquant voir choquant. Le couplet est : « She can heal you with the tip of her tongue / And she's been eating children like the wolves eat their young » qui se traduit par « Elle peut vous guérir avec le boût de sa langue / Et elle mange les enfants comme les loups mangent leur petits ». Le refrain est : « She's got a wolf t-shirt / A eagle sweatshirt / A bison handkerchief / A dragon backpack » traduit par « Elle a un t-shirt en loup / Un sweatshirt en aigle / Un mouchoir en bison / Un sac à dos en dragon ».